# 三好迪
三好 迪（みよし みち、男性、1931年8月1日 - 2016年6月5日）は、聖書学・神学者、弘前大学名誉教授。

## 略歴
満洲撫順生まれ。暁星学園で小・中・高校まで学び、南山大学文学部卒。多治見市の神言修道院に学び、1960年、司祭叙階（後に還俗）。同期生に後藤文雄らがいた。1963年上智大学大学院神学研究科修士課程修了。1963-1970年までローマ教皇庁立聖書学研究所に学び、聖書学博士。南山大学文学部神学科教授。弘前大学人文学部教授、1995年定年退官、名誉教授、青森明の星短期大学教授。2002年退職。2016年6月5日、心不全で死去、84歳没。

## 著書
- 『旅空に歩むイエス ルカによる福音書 福音書のイエス・キリスト』（講談社） 1984、のち日本基督教団出版局 1996
- 『小さき者の友イエス』（新教出版社、現代神学双書） 1987

### 共著
- 『新共同訳新約聖書注解1:マタイによる福音書 - 使徒言行録』（橋本滋男, 川島貞雄, 松永希久夫,山岡健, 真山光弥共著、日本基督教団出版局） 1991

## 翻訳
- 『ミシュナ1 ゼライーム』（石川耕一郎共訳、教文館、ユダヤ古典叢書） 2003

### タルムード
- 『タルムード ナシームの巻 ケトゥボート篇』（訳・監修、三貴） 1994
- 『タルムード ナシームの巻 ソーター篇』（訳・監修、三貴） 1995
- 『タルムード ズライームの巻 ペアー篇他』（翻訳監修、三貴） 1997
- 『タルムード トホロートの巻 ケリーム篇他』（翻訳監修、三貴） 1997
- 『タルムード ネズィキーンの巻 シュヴオート篇』（監修、倉内ユリ子訳、三貴） 2004
- 『タルムード ネズィキーンの巻 アヴォダー・ザラー篇』（監修、宇佐美公史訳、三貴） 2006
- 『タルムード トホロートの巻 ニッダー篇』（翻訳監修、三貴） 2007
- 『タルムード ナシームの巻 キドゥシーン篇』（翻訳監修、三貴） 2010

## 論文
- Cinii